# Equilibrio redox
En química, se llama redox  al equilibrio químico que se da en una reacción de reducción-oxidación (redox).
Una reacción de oxidación  al equilibrio es una de la forma:
{\displaystyle Oxidante_{1}\,+\,Reductor_{2}\,=\,Reductor_{1}\,+\,Oxidante_{2}}
Que puede ser vista como la suma de dos semireacciones al equilibrio:
Una oxidación de una sustancia que actúa como agente reductor, que cede electrones o incrementa  su número de oxidación:
{\displaystyle Reductor_{2}\,=\,Oxidante_{2}\,+\,n\,\times \,electrones}
y una reducción de una sustancia que actúa como agente oxidante, que acepta electrones o decrementa su número de oxidación:
{\displaystyle Oxidante_{1}\,+\,n\,\times \,electrones\,=\,Reductor_{1}}
La tendencia de este equilibrio está determinada por los potenciales estándar ya sea de reducción o de oxidación de ambas semireacciones.
Una sustancia se oxida cuando aumenta su número de oxidación.
Una sustancia se reduce cuando, por el contrario, disminuye su número de oxidación.
- Datos: Q5835022